# ۵۲ ماکیان
۵۲ ماکیان یک ستاره است که در صورت فلکی ماکیان قرار دارد.